# چناربن (رودسر)
چناربن ، روستایی از توابع بخش کلاچای شهرستان رودسر در استان گیلان ایران است.

## جمعیت
این روستا در دهستان ماچیان قرار دارد و براساس سرشماری مرکز آمار ایران در سال ۱۳۸۵، جمعیت آن ۱۴۹ نفر (۴۹خانوار) بوده‌است.